# Tim Squyres
Timothy S. „Tim“ Squyres (* 29. März 1959 in Wenonah, Gloucester County, New Jersey) ist ein US-amerikanischer Filmeditor.

## Leben
Timothy S. Squyres ist der jüngere Bruder des US-amerikanischen Professors für Astronomie Steve Squyres. Beide machten ihren High-School-Abschluss an der Gateway Regional High School und graduierten später an der Cornell University. Ursprünglich war auch Tim auf eine wissenschaftliche Karriere bedacht. Erst als er Filme von Robert Altman sah, entdeckte er sein Interesse für den Film. Anschließend ging er zur New York University, um dort ursprünglich Regie und Kamera zu studieren. Doch er landete im Schnitt und hangelte sich von einem Studentenfilm zum nächsten, bis er beim Independent-Film landete. Nach einigen unbezahlten Praktika hatte er Glück und landete beim Tonschnitt von Anna – Exil in New York. Das führte zu weiteren Tonschnitten, bis er beim Filmschnitt landete und 1991 mit Blowback seinen ersten eigenverantwortlichen Schnitt lieferte. Über dessen Regisseur Ted Hope lernte er Ang Lee kennen.
Für Lee schnitt er seit 1992 mit Schiebende Hände zehn Filme, darunter Ride with the Devil, Sinn und Sinnlichkeit und zuletzt Life of Pi: Schiffbruch mit Tiger. Für Tiger and Dragon erhielt er 2001 Nominierungen und Auszeichnungen unterschiedlichster Filmpreise, darunter eine Oscar-Nominierung für den Besten Schnitt und eine BAFTA-Award-Nominierung für den Besten Schnitt. Squyres sagte zur Zusammenarbeit mit Ang Lee, dass sowohl er mit dem Schnitt an dessen Filmen als auch Lee mit der Regie durch dessen Schnitt gewachsen sein (I’ve grown up as an editor editing his films, and he’s grown up as a director with me editing his films.). Allerdings hatte Squyres auch immer wieder Probleme in Lees Filmen, darunter in Tiger and Dragon und Eat Drink Man Woman, mit dem Schnitt von Dialogszenen. Er spricht kein Mandarin (One thing that makes it challenging is that I don’t speak Mandarin.) und obwohl er einige Mandarin-Vokabeln kennt, ist ihm die Grammatik absolut fremd (I do know a fair amount of Mandarin vocabulary, but I have no concept of Mandarin grammar at all.).
Mit Gosford Park durfte Squyres 2001 einen Film für Altman schneiden.
Squyres schnitt direkt vier Filme zu Hause auf seinem Laptop, während er in Rücksprache mit dem jeweiligen New Yorker Schnittstudio arbeitete, so schnitt er neben Gefahr und Begierde, Rachels Hochzeit auch Taking Woodstock auf diese Weise.
Tim Squyres ist Mitglied der American Cinema Editors.

## Filmografie (Auswahl)
- 1987: Anna – Exil in New York (Ton-Schnitt)
- 1988: Acht Mann und ein Skandal (Eight Men Out, Schnitt-Assistenz)
- 1991: Dogfight (Schnitt-Assistenz)
- 1991: Blowback
- 1992: Schiebende Hände (Pushing Hands; 推手; tuī shǒu)
- 1993: Das Hochzeitsbankett (The Wedding Banquet; 喜宴; Xǐyàn)
- 1994: Eat Drink Man Woman (飲食男女; Yǐn Shí Nán Nǚ)
- 1995: Sinn und Sinnlichkeit (Sense and Sensibility)
- 1997: Der Eissturm (The Ice Storm)
- 1998: Lulu on the Bridge
- 1999: Ride with the Devil
- 2000: Tiger and Dragon (Crouching Tiger, Hidden Dragon; 臥虎藏龍; Wòhǔ Cánglóng)
- 2001: Chosen
- 2001: Gosford Park
- 2003: Hulk
- 2005: Syriana
- 2007: Gefahr und Begierde (Lust, Caution; 色，戒; Sè, Jiè)
- 2008: Rachels Hochzeit (Rachel Getting Married)
- 2009: Taking Woodstock
- 2009: Nurse Jackie (eine Episode)
- 2012: Life of Pi: Schiffbruch mit Tiger (Life of Pi)
- 2013: Fear of Falling
- 2014: Winter’s Tale
- 2014: Unbroken
- 2016: Die irre Heldentour des Billy Lynn (Billy Lynn’s Long Halftime Walk)
- 2019: The Red Sea Diving Resort
- 2019: Gemini Man
- 2022: Tiefes Wasser (Deep Water)

## Auszeichnungen (Auswahl)
Oscar
- 2001: Bester Schnitt – Tiger and Dragon (nominiert)
- 2013: Bester Schnitt – Life of Pi: Schiffbruch mit Tiger (nominiert)

BAFTA Award
- 2001: Bester Schnitt – Tiger and Dragon (nominiert)

Online Film Critics Society Award
- 2001: Bester Schnitt – Tiger and Dragon (nominiert)